# USS Salt Lake City (SSN-716)
Za druga plovila z istim imenom glejte USS Salt Lake City.
USS Salt Lake City (SSN-716) je jedrska jurišna podmornica razreda los angeles.